# Norlandair

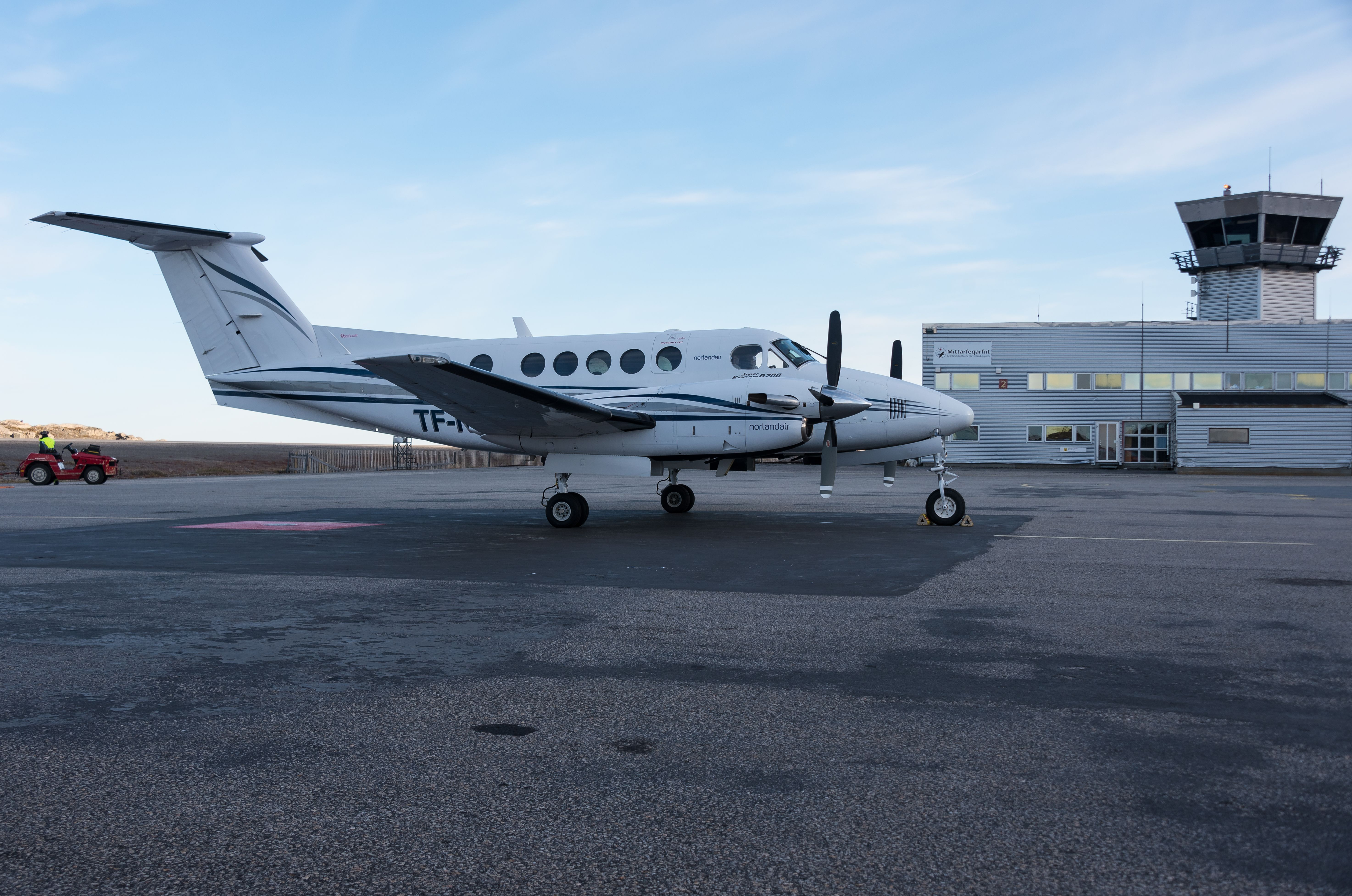
Beechcraft Super King Air B200 mit Luftfahrzeugkennzeichen TF-NLB der Norlandair

Norlandair ist eine isländische Fluggesellschaft mit Sitz in Akureyri und Basis auf dem Flughafen Akureyri.

## Geschichte
Norlandair wurde am 1. Juni 2008 gegründet. Der Twin Otter Flugbetrieb wurde von Air Island übernommen. Das Unternehmen kann seine Wurzeln jedoch auf ein 1974 gegründetes Unternehmen mit demselben Namen zurückführen. Dieses Unternehmen wurde von einigen Luftfahrtfachleuten gegründet, die das in Akureyri ansässige Luftfahrtunternehmen North Air übernahmen. Im Jahr 1975 kaufte Icelandair eine Beteiligung an der Firma, und Norlandair kaufte damit eine Twin Otter, die für Linien- und Charterflüge eingesetzt wurde. Seitdem bietet Norlandair auch Linien- und Charterflüge an der Ostküste Grönlands an.
Im Jahr 1997 fusionierten Norlandair und der Inlandsflugbetrieb von Icelandair und der Name wurde in Air Island geändert. Die Charterflugabteilung befand sich in Akureyri und auch die Wartungsabteilung für die Twin Otter. Im Jahr 2008 entschied sich Air Island, die Twin Otter und die Wartungsabteilung in Akureyri zu veräußern. Nach dieser Entscheidung beschlossen am 3. Juni 2008 einige ehemalige Mitarbeiter von Air Island und Investoren die Geschäfte von Air Island zu kaufen. Es wurde beschlossen, den bekannten Namen Norlandair zu verwenden, wie das Unternehmen vor der Fusion mit Icelandair genannt wurde.
Air Greenland ist zu 25 % an Norlandair beteiligt.

## Dienstleistungen
Norlandair bietet nationale und internationale Linien- und Charterflüge sowie Ambulanzflüge an. Das Unternehmen bietet auch eine Reihe von B2B- und kundenorientierten Luftverkehrsdiensten an, z. B. Buchung von Flügen (international und inländisch), Hotelbuchungen, Frachtdienstleistungen, Beschaffung von Waren usw.

## Flugziele
Folgende Flugziele werden von Norlandair bedient:
| Staat oder Landesteil | Ort oder Insel | IATA | ICAO | Flughafen                | Anmerkungen |
| --------------------- | -------------- | ---- | ---- | ------------------------ | ----------- |
| Grönland              | Nerlerit Inaat | CNP  | BGCO | Flughafen Nerlerit Inaat |             |
| Island                | Akureyri       | AEY  | BIAR | Flughafen Akureyri       | Basis       |
| Island                | Bíldudalur     | BIU  | BIBD | Flugplatz Bíldudalur     |             |
| Island                | Gjögur         | GJR  | BIGJ | Flughafen Gjögur         |             |
| Island                | Grímsey        | GRY  | BIGR | Flughafen Grímsey        |             |
| Island                | Reykjavík      | RKV  | BIRK | Flughafen Reykjavík      | Basis       |
| Island                | Vopnafjörður   | VPN  | BIVO | Flughafen Vopnafjörður   |             |
| Island                | Þórshöfn       | THO  | BITN | Flughafen Þórshöfn       |             |

## Flotte
Mit Stand Juni 2021 besteht die Flotte der Norlandair aus sechs Flugzeugen:
| Flugzeugtyp                     | Anzahl | bestellt | Luftfahrzeugkennzeichen | Anmerkungen | Sitzplätze |  |
| ------------------------------- | ------ | -------- | ----------------------- | ----------- | ---------- |  |
| Beechcraft Super King Air B200  | 2      |          | TF-NLA                  |             | 09         |  |
| Beechcraft Super King Air B200  | 2      | TF-NLB   |                         |             | 09         |  |
| Gippsland GA-8 Airvan           | 1      |          | TF-CAB                  |             | 08         |  |
| Viking Air DHC-6-300 Twin Otter | 3      |          | TF-NLC                  |             | 19         |  |
| Viking Air DHC-6-300 Twin Otter | 3      | TF-NLD   |                         |             | 19         |  |
| Viking Air DHC-6-300 Twin Otter | 3      | TF-POF   |                         |             | 19         |  |
| Gesamt                          | 6      | —        |                         |             |            |  |